# Chalchitlicue

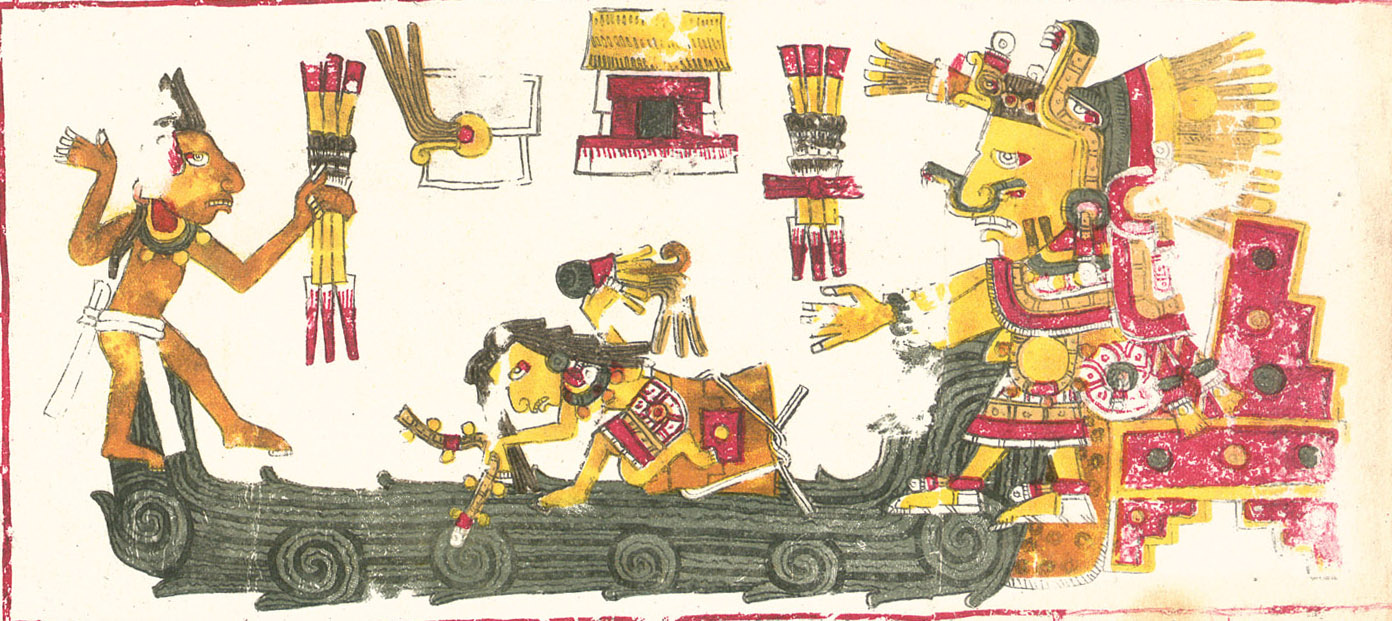
Chalchitlicue

En la mitologia asteca Chalchitlicue és la deessa de l'aigua (companya de Tlàloc). El seu nom significa "Falda de Jade".